# IC 1009
IC 1009 је спирална галаксија у сазвјежђу Волар која се налази на листи објеката дубоког неба у Индекс каталогу.
Деклинација објекта је + 12° 21' 12" а ректасцензија 14h 26m 17,5s. Привидна величина (магнитуда) објекта IC 1009 износи 14,5 а фотографска магнитуда 15,3. IC 1009 је још познат и под ознакама CGCG 75-30, PGC 51546.